# Vellinge sparbank
Vellinge sparbank var en svensk sparbank för Vellinge med omnejd 1897–1966.
Banken bildades under namnet Hvellinge sparbank den 23 februari 1897. Banken öppnade den 11 maj 1897 och riktade sig mot Skytts härad och Oxie härad. Lokal hyrdes av gästgivaregården i Vellinge.
Banken saknade egen lokal det första decenniet, men i januari 1907 flyttade man in ett eget bankhus ritat av A. Pettersson. Detta bankhus ligger på nuvarande Östergatan 2. År 1960 flyttade man till Östergatan 4.
År 1966 uppgick banken i Oxie härads sparbank. I samband med detta justerade Oxie härads sparbank och Söderslätts sparbank sina verksamhetsområden så att de inte längre konkurrerade.
Oxie härads sparbank uppgick 1977 i Sparbanken Malmöhus, 1984 i Sparbanken Skåne, 1992 i Sparbanken Sverige och 1997 i Föreningssparbanken, sedermera Swedbank. Dessa banker behöll ett kontor i Vellinge. År 2019 valde dock Swedbank att stänga kontoret i Vellinge, som då låg på Stortorget 12. Därefter var kontoret i Höllviken det enda Swedbankkontoret i Vellinge kommun.